# Tour du Jura
Tour du Jura je jednodenní cyklistický závod konaný na jihovýchodě Francie. Mezi lety 2003 a 2019 byl závod organizován jako etapový na úrovni 2.2 v rámci UCI Europe Tour. Od roku 2021 je závod pořádán jako jednodenní na úrovni 1.1. Ročník 2020 byl zrušen kvůli probíhající pandemii covidu-19.

## Seznam vítězů
| Rok  | Země                               | Jezdec                             | Tým                                |
| ---- | ---------------------------------- | ---------------------------------- | ---------------------------------- |
| 2003 | Švýcarsko                          | Xavier Pache                       |                                    |
| 2004 | Francie                            | Florian Courrège                   |                                    |
| 2005 | Francie                            | Franck Bucci                       |                                    |
| 2006 | Francie                            | Jean-Charles Sénac                 | Chambéry CF                        |
| 2007 | Francie                            | Baptiste Fuchs                     |                                    |
| 2008 | Francie                            | Damien Favre-Félix                 |                                    |
| 2009 | Francie                            | Sébastien Gredy                    |                                    |
| 2010 | Francie                            | Émilien Viennet                    | CC Étupes                          |
| 2011 | Francie                            | Yoann Michaud                      |                                    |
| 2012 | Francie                            | Laurent Colombatto                 |                                    |
| 2013 | Francie                            | Erwan Brenterch                    |                                    |
| 2014 | Francie                            | Sébastien Fournet-Fayard           | Pro Immo Nicolas Roux              |
| 2015 | Francie                            | Pierre Bonnet                      | Pro Immo Nicolas Roux              |
| 2016 | Francie                            | Léo Vincent                        | CC Étupes                          |
| 2017 | Belgie                             | Thomas Degand                      | Wanty–Groupe Gobert                |
| 2018 | Norsko                             | Carl Fredrik Hagen                 | Joker Icopal                       |
| 2019 | Belgie                             | Kobe Goossens                      | Lotto–Soudal U23                   |
| 2020 | Nejelo se kvůli pandemii covidu-19 | Nejelo se kvůli pandemii covidu-19 | Nejelo se kvůli pandemii covidu-19 |
| 2021 | Francie                            | Benoît Cosnefroy                   | AG2R Citroën Team                  |
| 2022 | Austrálie                          | Ben O'Connor                       | AG2R Citroën Team                  |
| 2023 | Francie                            | Kévin Vauquelin                    | Arkéa–Samsic                       |
| 2024 | Francie                            | David Gaudu                        | Groupama–FDJ                       |